# 15559 Abigailhines
15559 Abigailhines (2000 GR23) là một tiểu hành tinh vành đai chính được phát hiện ngày 5 tháng 4 năm 2000 bởi Nhóm nghiên cứu tiểu hành tinh gần Trái Đất phòng thí nghiệm Lincoln ở Socorro.